# Pistola d'aire calent

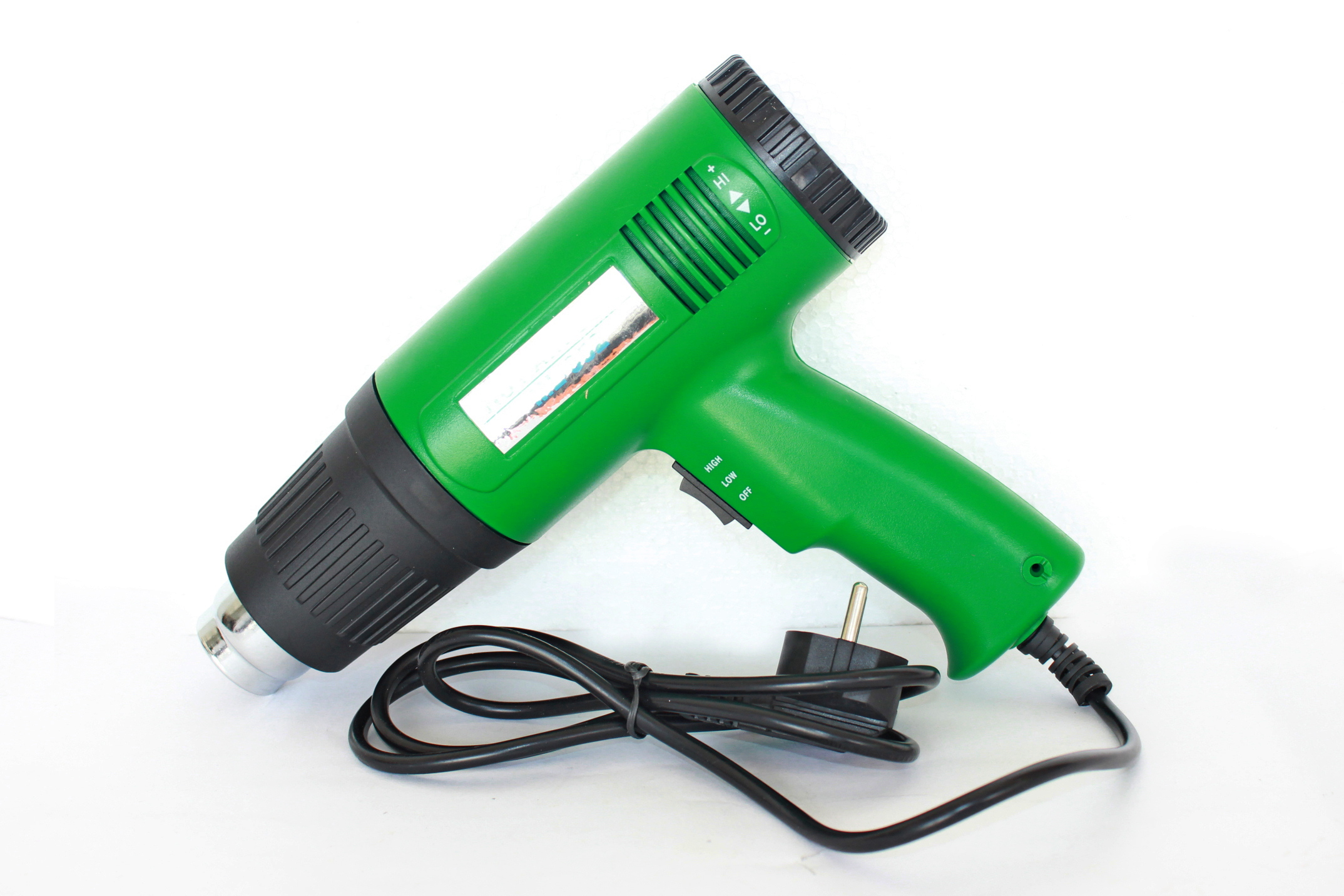
Una pistola de calor

La pistola de calor, o pistola d'aire calent, és una eina elèctrica que genera un raig d'aire calent. Tot i que és semblant a un assecador de cabells, pot emetre molta més calor arribant als 300 a 650 graus centígrads.

## Descripció
Una pistola de calor comprèn una font de calor, generalment un element escalfat elèctricament o un propà / gas de petroli liquat, un mecanisme per moure l'aire calent com un ventilador elèctric, tret que la pressió del gas sigui suficient; un broquet per dirigir l'aire, que pot ser un simple tub apuntant en una direcció, o amb una forma especial per a finalitats com concentrar la calor en una àrea petita o descongelar una canonada però no la paret del darrere; una carcassa per contenir els components i protegir l'operador; un mecanisme per encendre-lo i apagar-lo i controlar la temperatura com un disparador; un mànec; i un suport integrat o extern si l'arma s'ha d'utilitzar amb les mans lliures. Els soldadors de gas de vegades tenen puntes de ventilador d'aire calent intercanviables per produir un corrent molt estret d'aire calent adequat per treballar amb dispositius de muntatge en superfície i tubs termocontraíbles.

## Ús
Normalment s'utilitza per raspar la pintura de parets o altres superfícies particulars, com ara les de fusta o per fixar i encongir tubs termoretràctils. Posteriorment, la pintura residual es raspa amb un rascador. Tanmateix, aquesta eina també es pot utilitzar per descongelar canonades i panys i per suavitzar plàstics acrílics.
Les pistoles de calor s'utilitzen en física, ciència dels materials, química, enginyeria i altres entorns de laboratori i taller. Es poden utilitzar diferents tipus de pistola de calor que funcionen a diferents temperatures i amb un flux d'aire diferent per treure pintura, reduir tubs termoretràctils, pel·lícula retràctil i embolcalls retràctils, assecar la fusta humida, doblegar i soldar plàstics, suavitzar els adhesius i descongelar canonades congelades.